# Åke Bernström
Carl Åke Andreas Bernström, född 21 maj 1915 i Oscars församling i Stockholms stad, död 4 augusti 2000 i Täby församling i Stockholms län, var en svensk militär.

## Biografi
Bernström avlade officersexamen vid Kungliga Krigsskolan 1937 och utnämndes samma år till fänrik i ingenjörtrupperna. Han gick Högre kursen vid Artilleri- och ingenjörhögskolan 1943–1945 och befordrades till kapten vid Svea ingenjörkår 1945. Åren 1947–1951 tjänstgjorde han i Arméstaben och 1951–1953 vid staben i II. militärområdet. Han tjänstgjorde 1953–1955 vid Göta ingenjörkår, befordrades 1954 till major och tjänstgjorde 1955–1956 vid Bodens ingenjörkår. Han var stabschef i VII. militärområdet 1956–1961, befordrades 1958 till överstelöjtnant och tjänstgjorde 1961–1963 vid Bodens ingenjörkår. År 1963 befordrades han till överste, varefter han 1963–1965 var försvarsattaché vid ambassaden i Oslo och 1965–1969 chef för Svea ingenjörregemente. Han var 1969–1975 ingenjör- och signalinspektör vid Arméstaben och befordrades 1970 till överste av första graden.
Åke Bernström avlade filosofie kandidatexamen vid Stockholms universitet 1979 och filosofie doktorsexamen i historia där 1988 med avhandlingen Officerskår i förvandling.

## Utmärkelser
- Riddare av Svärdsorden, 1955.[2]
- Kommendör av Svärdsorden, 6 juni 1967.[3]
- Kommendör av första klass av Svärdsorden, 6 juni 1970.[4]

## Publicerade böcker
- Bernström, Åke (1988). Officerskår i förvandling. Den svenska arméofficerskårens rekrytering, utbildning och tjänstgöringsförhållanden från 1860-talet fram till 1920. Stockholm: Stockholms universitet. ISBN 91-7146-579-0.
- Bernström, Åke, red (1992). Svea ingenjörregementes historia. Södertälje: Svea ingenjörregemente.